# Гіффенівське благо
В економіці та теорії споживання, товар Гіффена — це такий товар, споживання якого парадоксально росте з ростом ціни, порушуючи закон попиту. В нормальних ситуаціях, при рості ціни ефект заміщення змушує користувачів купувати його менше, та більше товарів замінників. У випадку товару Гіффена переважає ефект доходу, що стимулює людей купувати більше, навіть якщо ціна росте.
Товар Гіффена має одночасно відповідати таким вимогам:
- бути неякісним в уявленні споживача
- бути значною часткою його витрат

Для економічно неблагополучних країн або для категорій споживачів з низькими доходами характерним є явище, коли зростання цін на малоцінні товари (хліб, маргарин тощо) може викликати збільшення попиту на ці товари шляхом відмови від цінніших (масло, м'ясо тощо).

## Зноски
1. ↑  Levitt, Steven D. (16 грудня 2008). What Do Prostitutes and Rice Have in Common?. Freakonomics (англ.). Процитовано 21 березня 2024.